# 8e arrondissement de Lyon
Pour les articles homonymes, voir 8e arrondissement.
Le 8e arrondissement de Lyon est l'un des neuf arrondissements de la ville française de Lyon. Il est situé entre les 3e et 7e arrondissements de Lyon et les villes de Bron et Vénissieux. Certains de ses quartiers sont éligibles à la politique de la ville.

## Démographie
En 2022, l'arrondissement comptait 84 956 habitants.
| 1968   | 1975   | 1982   | 1990   | 1999   | 2006   | 2011   | 2016   | 2021   |
| ------ | ------ | ------ | ------ | ------ | ------ | ------ | ------ | ------ |
| 77 100 | 71 222 | 65 773 | 64 763 | 70 317 | 76 323 | 80 809 | 84 517 | 86 326 |

| 2022   | - | - | - | - | - | - | - | - |
| ------ | - | - | - | - | - | - | - | - |
| 84 956 | - | - | - | - | - | - | - | - |

La densité s'élève à 12 737 habitants/km2 en 2022.

## Histoire
Lors de la constitution des communes pendant la révolution française, le territoire de l'actuel 8e arrondissement est rattaché à la commune de La Guillotière.
Le territoire actuel conserve alors un caractère rural.
En 1828, est dressé le plan du lotissement du domaine du château des Tournelles. Dans les années 1830, ce lotissement, nommé Monplaisir, se trouve séparé du bourg de la Guillotière par la ligne de ceinture des fortifications.
Le décret du 24 mars 1852 rattache les communes de Vaise, La Croix-Rousse et La Guillotière à la commune de Lyon et il devient alors indispensable de procéder à un découpage administratif de la ville. Cinq arrondissements sont alors créés et le territoire de l'actuel 8e arrondissement fait alors partie du 3e arrondissement de Lyon.
Le territoire de l'actuel 8e arrondissement se développe surtout dans la deuxième partie du XIXe siècle et la première partie du XXe siècle autour d'anciens noyaux villageois en phase d'industrialisation (Monplaisir, Grand Trou). Le quartier des États-Unis est aménagé dans les années 1930. À la même période, un complexe hospitalier universitaire est construit dans le secteur de Grange Blanche.
En 1912, la partie du 3e arrondissement située au sud de l'alignement du cours Gambetta, du cours Albert-Thomas et de l'avenue Rockefeller, y compris le territoire de l'actuel 8e arrondissement, en est détachée pour former le 7e arrondissement.
Le 19 février 1959, Michel Debré, Premier ministre, valide par décret la modification du nombre d'arrondissements (8) et le nombre d'adjoints municipaux (21). À cette date, le 8e arrondissement voit le jour en prenant son indépendance par rapport au 7e arrondissement.
Pour préparer la création de cet arrondissement, l'équipe municipale arpente le futur 8e à la recherche d'un terrain propice à l'implantation de la mairie. Dès le 1er avril 1959, les registres de l'état civil du 8e enregistrent les premiers décès et naissances de l'arrondissement, alors qu'ils partagent encore les bureaux de la mairie du 7e. Le 4 mai 1959, le Conseil Municipal approuve le projet d'installation des locaux provisoires sur la place du Bachut. « La Baraque », d'une superficie de 800 m2, est opérationnelle au bout de quelques semaines, et ouvre ses portes au public le 1er octobre 1966. Durant 7 ans, les habitants, élus et agents municipaux utilisent cette mairie provisoire. En mars 1963, le maire propose le projet de construction d'une mairie qui sera adopté par le conseil municipal, d'un budget de 11 441 000 francs. L'ensemble est dessiné par Pierre Bourdeix, et l'inauguration a lieu le 20 octobre 1966.
Jusqu'en 1983, les maires d'arrondissements demeurent sous l'autorité des adjoints de la mairie centrale, délégués pour chaque arrondissement. L'application de la loi PML du 31 décembre 1982 impose la mise en place de conseils d'arrondissements élus, présidés par un maire d'arrondissement élu. Le premier à l'être est Robert Batailly entre 1983 et 1989.
| Maire               | Mandat    |
| ------------------- | --------- |
| Robert Batailly     | 1983-1989 |
| Henry Vianay        | 1989-1995 |
| Jean-Louis Touraine | 1995-2001 |
| Christian Coulon    | 2001-2020 |
| Olivier Berzane     | 2020 -    |

## Géographie

### Localisation

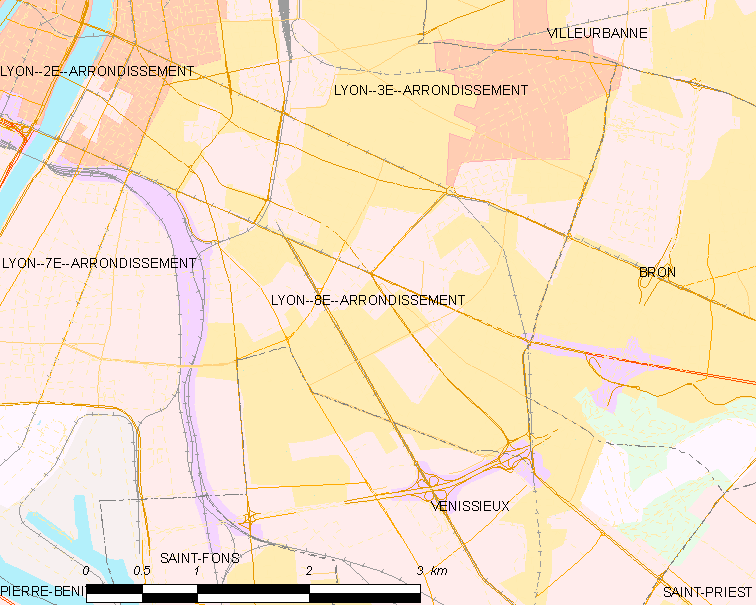
Environnement de l'arrondissement.
Détails du 8e arrondissement.
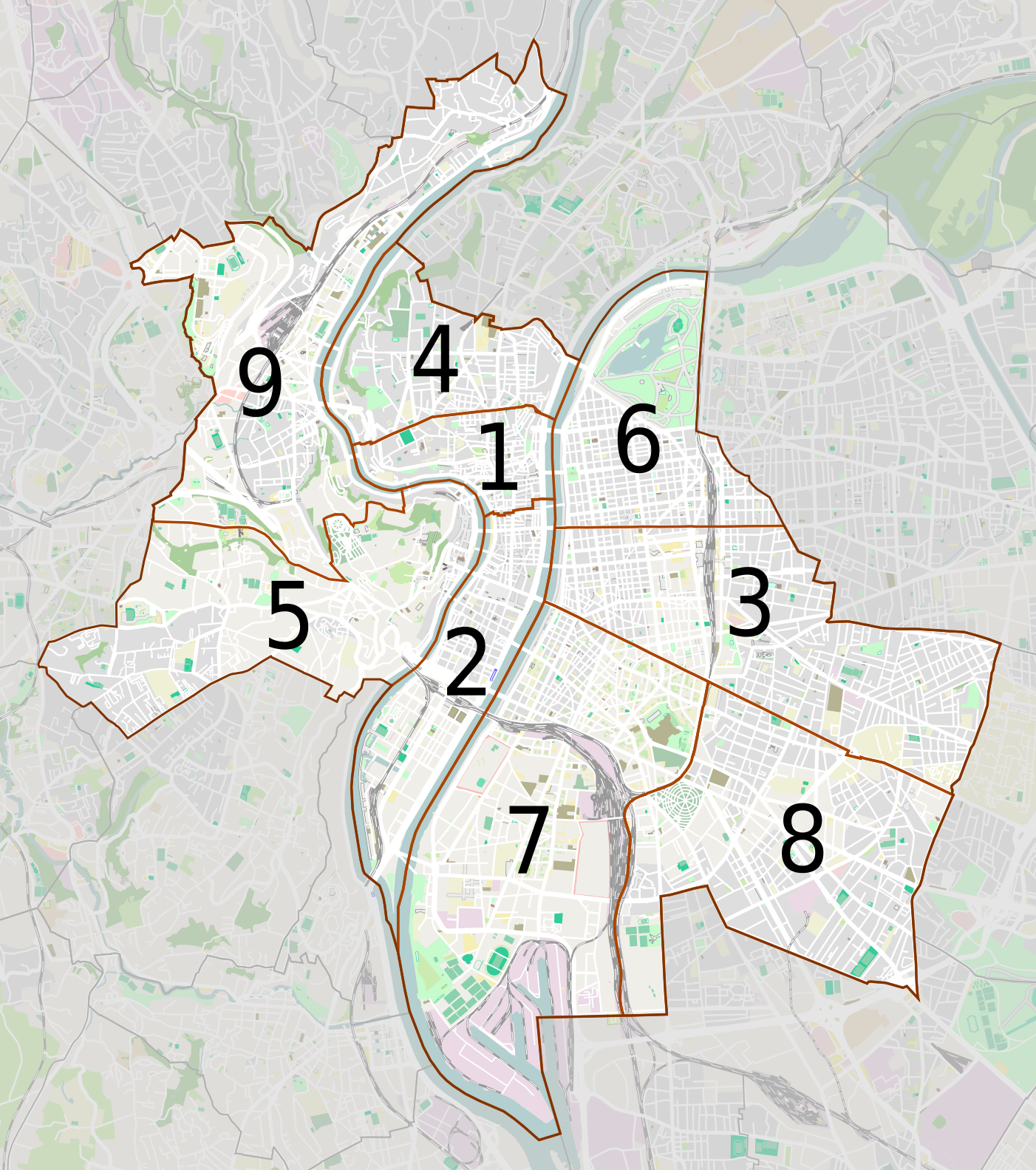
Situation dans Lyon.

### Quartiers

#### Monplaisir
Le développement urbain du 8e tient beaucoup à un homme : Marie-Vital Henry, dit le Baron des Tournelles, propriétaire du château des Tournelles. Entre 1816 et 1817, le préfet le nomme maire de la commune de Guillotière. Propriétaire d'un immense domaine qui s'étendait de l'actuelle Manufacture des tabacs de Lyon à la place Ambroise-Courtois et de l'avenue Lacassagne à l'avenue Berthelot, il met au point une opération d'urbanisme en 1828 en organisant le découpage de sa parcelle en 400 terrains. Les ventes démarrent doucement mais, en quelques années, le lieu se peuple de petites maisons.

##### Monuments
- L'église Saint-Maurice qui voit le jour en 1845 lorsque le Baron des Tournelles offre une parcelle de ses terres à l'archevêque chargé de préparer le projet.
- Le Groupe Scolaire Lumière et l'école Saint Maurice : l'école Lumière ouvre en 1890 dans un espace spacieux, suivie en 1909 par celle de Saint-Maurice, financée par les familles aisées du quartier.
- Le Kiosque à musique : Le président du Lyre Monplaisir interpelle la ville au début du XXe siècle pour la construction du Kiosque à musique. La famille Lumière appuie cette demande et une collecte de fonds est lancée. Le kiosque est construit en 1912, mais disparaît en 1958 lors du réaménagement de la place. L'arrivée du métro de Lyon dans le quartier en 1987 entraîne un nouveau réaménagement et une réinstallation du kiosque au même emplacement. Le 1er décembre 2019, le kiosque est baptisé en hommage à Robert Batailly[9].
- La place Ambroise-Courtois : elle est nommée ainsi en hommage à ce radical socialiste, ami d'Édouard Herriot et conseiller municipal de Lyon, qui est assassiné par la milice en janvier 1944.
- La MJC Monplaisir : implantée sur une des passerelles du lotissement des Tournelles. Elle voit le jour porté à bout de bras par de fortes personnalités du quartier en 1962.
- L'Institut Lumière : maison du cinéma avec une double vocation de conservation du patrimoine et de diffusion depuis sa création en 1982.
- La Manufacture des tabacs (Université Jean-Moulin-Lyon-III) : lorsque la SEITA, propriétaire du site annonce son départ, la communauté urbaine de Lyon saisit l'occasion. De vastes travaux pendant plus de trois années réhabilitent le bâtiment qui ouvre ses portes en 1992.

#### Grange Blanche - Laënnec - Transvaal
Ce quartier, marqué par l'implantation du pôle hospitalo-universitaire de Lyon qui s'étire le long de l'ancien chemin de Monplaisir à Saint-Alban, aujourd'hui Laënnec, englobe aussi le Transvaal pour venir buter sur les lisières de Bron.
- Grange Blanche a toujours été voué à l'action charitable. Le quartier fut en quelque sorte la maison de retraite des chevaliers puis vendu à la ville de Lyon qui y construisit l'hôpital Édouard Herriot.
- Le quartier de Laënnec, du nom de René-Théophile-Hyacinthe Laënnec, médecin et inventeur du stéthoscope.
- Le Transvaal, nom donné à une rue ouverte dans les années 1900 par sympathie pour la résistance des Boers contre les Anglais lors des conflits les opposant en Afrique du Sud dans ladîite région du Transvaal.

#### Le Bachut
La place du Bachut a toujours été une porte d'entrée dans la ville. Rien ne permet de dire depuis quand elle porte ce nom même s'il on en retrouve la trace écrite sur les plans du début du XXe siècle. Avec le développement de la ville, ce quartier initialement campagnard prend de l'ampleur. S'y installent des usines automobiles et des logements bon marché.
On trouve au Bachut :
- L'ecole Organisation reconstruction travail, qui ouvre ses portes en 1921
- L'école de la Mâche, qui ouvre ses portes en 1920,
- La Médiathèque Marguerite Duras : en lieu et place d'une barre d'anciens logements sociaux.

#### Mermoz
Après 1945, l'avenue Marcellin-Berthelot (actuelle avenue Berthelot) avait pour point final la place du Bachut. Son prolongement était envisagé avec la proposition faite par Édouard Herriot dès 1917. Elle fut très vite abandonnée. L'architecte et urbaniste Jacques-Henri Lambert étudia en 1942 un projet ambitieux : une vaste opération de cité d'habitation pour 6 840 habitants dans le prolongement de Berthelot. Cette proposition tomba dans l'oubli mais l'avenue Mermoz se dessina.
Au début des années 1960, la démographie galopante entraîne un besoin urgent en logements. L'urbanisation se fait sous la houlette de Louis Pradel. C'est ainsi que naquirent les quartiers neufs rebaptisés. L'accueil fut très enthousiaste avec l'installation de nombreux commerces, d'écoles, d'équipements sociaux, de services publics.
On y trouve :
- L'église de la Sainte Trinité, fondée en 1959 et qui fonctionna à partir dès 1963.
- Le Centre social dont la construction débute en mai 1965 pour finir en 1967. Le bâtiment accueille des activités et services à la population.
- La piscine d'été.

Le quartier de Mermoz est devenu une porte d'entrée de la ville. Un projet de réhabilitation est engagé dans les années 1990 et est entamé grâce à l'arrivée du métro en 1990. Aujourd'hui, de nouvelles réhabilitations sont en cours avec rénovations, destruction ou reconstruction de logements.

#### La Plaine
Souvent nommé Monplaisir - La Plaine, le quartier a longtemps été couvert de zones maraîchères et de vastes pépinières de roses. L'urbanisation commence dès 1828 avec le lotissement des Tournelles. Avec le temps, de nombreuses petites maisons se construisent. Après les années 1950, le quartier se resserre autour de la place Général André, un vrai village dans la ville. Le marché qui a lieu trois matins par semaine constitue le véritable rendez-vous du quartier.
On trouve dans le quartier de La Plaine :
- L'école Jean Macé qui ouvre ses portes en 1887 grâce au travail de l'architecte Cumin. À l'ouverture, il s'agit de trois écoles en une : maternelle, élémentaire garçons et élémentaire filles. Aujourd'hui, l'école compte 17 classes et 400 élèves.
- L'église et l'école Notre Dame de l'Assomption, dont l'ensemble fut ouvert le 15 août 1908. Les boiseries furent réalisées par les élèves de la 'l'école de la Mâche. Église des maraîchers et des paysans, elle devient celle des ouvriers des grandes usines par la suite. Un prolongement est effectué pour la création d'une école qui compte aujourd'hui 9 classes et 250 élèves.
- La Maison du Peuple, fondée en 1992 par d'anciens combattants de la Première Guerre Mondiale. Elle travaille aujourd'hui en collaboration avec les habitants dans la réalisation de projets culturels.

#### Les États-Unis

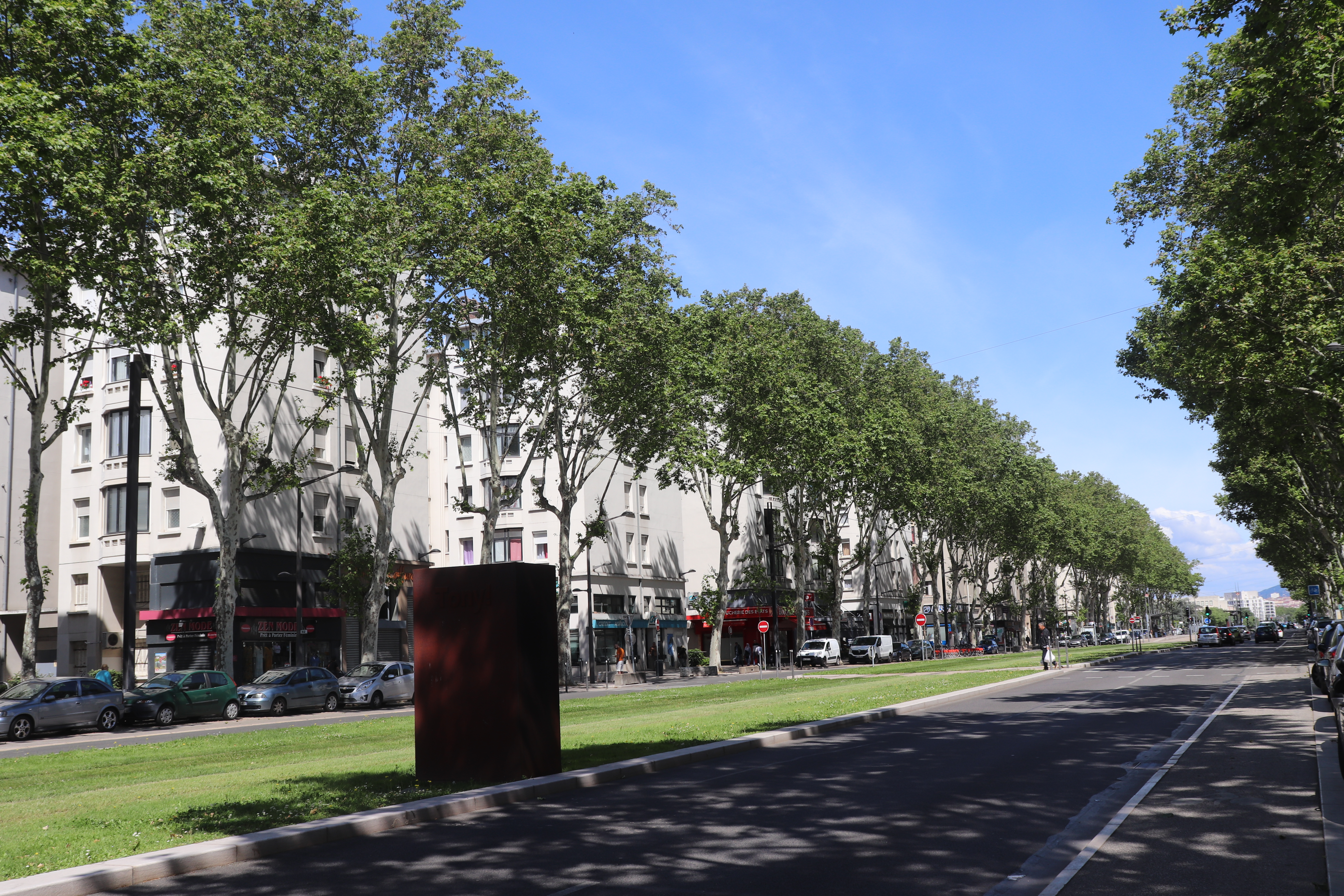
La cité Tony Garnier et le boulevard des États-Unis avec la ligne 4 du tramway de Lyon.

Avant la construction de la cité Tony Garnier, cette vaste plaine n'était composée que de prés et de champs. Durant l'entre-deux guerres, la prolifération des usines et une vague d'immigration importante entraîne l'expansion du prolétariat urbain et une véritable crise du logement. Le quartier des États-Unis naît à cette époque.
On trouve aujourd'hui sur le quartier des États-Unis différents sites :
- La cité Tony Garnier : La ville campagne longtemps rêvée devient réalité dans les années 1920 grâce à la rencontre entre Édouard Herriot, maire de Lyon depuis 1905, et Tony Garnier, architecte et urbaniste Lyonnais. Dès 1912, le premier veut étendre la ville et créer un axe Guillotière-Vénissieux. Tony Garnier s'attèle à ce projet de construction d'usines, de logements, de services publics et d'écoles pour un total de 12 000 habitants sur une longueur de 5 kilomètres[10]. Pour mener à bien ce projet, on crée un office public d'Habitat Bon Marché (HBM) le 29 mai 1920. Le premier locataire s'installe le 1er juillet 1930.
- Le boulevard est nommé Boulevard des États-Unis en 1917 pour "commémorer l'entrée dans le conflit mondial des grandes républiques américaines" (séance du conseil municipal du 7 mai 1917).

Depuis, le quartier n'a eu de cesse d'évoluer et on y trouve :
- Le centre social des États-Unis : il naît en 1948-1949 par la fusion du foyer des États-Unis et du centre familial créé par la paroisse.
- Les nouveaux groupes d'habitations : après la Seconde Guerre Mondiale, on assiste à plusieurs années de reconstruction et à une augmentation du parc locatif. L'état général se dégrade et la modernité des lieux est dépassée. L'ancien quartier perd de sa grandeur.
- Le Musée Urbain, qui naît de la proposition des habitants, et qui est constitué d'un appartement-témoin des années 1930, de fresques murales et d'un espace d'exposition. En 1991, l'UNESCO saluera cette initiative par l'attribution du label de la "décennie mondiale du développement culturel".
- Le marché couvert à la Halle : Initialement installé au centre du boulevard, entre les voies de circulation, le marché des États-Unis devient un marché couvert en 1988.
- Le nouveau théâtre du 8e : la disparition de la MJC des États-Unis en 1983 laisse une salle de spectacle vacante. La décision est alors prise d'un aménagement des locaux en théâtre, chose faite en 2003.

#### Grand Trou - Moulin à Vent - Petite Guille
Les trois quartiers forment l'ouest de l'arrondissement dans la courbe de la voie ferrée aux frontières de Vénissieux et Saint-Fons.
- Grand Trou est une plaine de la rive gauche du Rhône.
- La Petite-Guille constitue un carrefour d'importance. Sa dénomination semble sans fondement historique mais peut aisément se comprendre par le fait que de nombreuses maisons basses se succèdent en front de rue.
- Moulin à Vent : sa dénomination a souvent fait tourner la tête aux historiens. On retrouva le bout d'une aile de moulin, fracassée par la tempête de la nuit de Noël 1748. Le moulin cessa de moudre par la suite. L'installation nous rappelle la fonction agricole de cette vaste plaine.

Ce qu'on trouve dans le quartier :
- Le Groupe scolaire Philibert-Delorme : jusqu'au XIXe siècle, on ne trouvait dans le quartier qu'une école privée de filles, une école libre et un cours laïque mixte. La population n'a cessé de croître, entraînant un besoin croissant d'infrastructures supplémentaires. La première rentrée a lieu en 1887 : quatre classes de filles et quatre de garçons. L'école est entièrement rénovée en 2007 et accueille aujourd'hui 620 élèves.
- L'église Saint Vincent de Paul : en 1855, le quartier comptait 2 000 habitants. Le cardinal Bonald décida la création d'une nouvelle paroisse.
- L'Espace des 4 Vents (équipement socioculturel en lien avec le développement de la MJC Monplaisir)

## Politique et administration

### Liste des maires
| Période      | Période      | Identité                     | Étiquette | Étiquette                                                                                     | Qualité |
| ------------ | ------------ | ---------------------------- | --------- | --------------------------------------------------------------------------------------------- | --- |
| mars 1983    | mars 1989    | Robert Batailly (1934-2017)  |           | UDF-Rad.                                                                                      | Agent commercial en parfumerie Député européen (1989) Conseiller général de Lyon-XII (1985 → 1998)                             |
| mars 1989    | juin 1995    | Henri Vianay (1938- )        |           | RPR puis DVD                                                                                  | Ingénieur principal adjoint SNCF Conseiller régional de Rhône-Alpes (1993 → 1998) Conseiller général de Lyon-XII (2001 → 2004) |
| juin 1995    | mars 2001    | Jean-Louis Touraine (1945- ) |           | PS                                                                                            | Professeur de médecine Député du Rhône (3e circ.) (2007 → 2022 ) Conseiller général de Lyon-XII (2004 → 2007)                  |
| mars 2001    | juillet 2020 | Christian Coulon (1949- )    | PS        | Technicien en hydraulique retraité Conseiller général de Lyon-XII puis Lyon-XIV (1998 → 2014) | |
| juillet 2020 | En cours     | Olivier Berzane (1961- )     |           | EELV                                                                                          | Ancien directeur exploitation SNCF                                                                                             |

### Tendances politiques et résultats
Élection municipale de 2020
|                                                                                  |                                       |                                      |                                      |                |                                 |                                 |                                             |             |             |        |        |
| Tête de liste                                                                    | Tête de liste                         | Liste                                | Premier tour                         | Premier tour   | Tête de liste                   | Tête de liste                   | Liste                                       | Second tour | Second tour | Sièges | Sièges |
| Tête de liste                                                                    | Tête de liste                         | Liste                                | Voix                                 | %              | Tête de liste                   | Tête de liste                   | Liste                                       | Voix        | %           | CA     | CM     |
|                                                                                  | Sonia Zdorovtzoff                     | EÉLV-Pirate                          | 3 253                                | 26,88          |                                 | Sonia Zdorovtzoff               | EÉLV-Pirate PS-PCF-G.s-PP-ND LFI-GRS-E!-MRC | 5 533       | 49,87       | 27     | 9      |
| Maintenant Lyon pour tous Les écologistes avec Grégory Doucet                    |                                       |                                      | 3 253                                | 26,88          |                                 | Sonia Zdorovtzoff               | EÉLV-Pirate PS-PCF-G.s-PP-ND LFI-GRS-E!-MRC | 5 533       | 49,87       | 27     | 9      |
|                                                                                  | Sandrine Runel                        | PS-PCF-G.s-PP-ND                     | 1 354                                | 11,18          |                                 | Sonia Zdorovtzoff               | EÉLV-Pirate PS-PCF-G.s-PP-ND LFI-GRS-E!-MRC | 5 533       | 49,87       | 27     | 9      |
| Vivons vraiment Lyon – La gauche unie                                            | Vivons vraiment Lyon – La gauche unie | Ensemble, l'écologie pour Lyon       | Ensemble, l'écologie pour Lyon       | 11,18          |                                 |                                 |                                             | 5 533       | 49,87       | 27     | 9      |
|                                                                                  | Mathieu Azcué                         | Ensemble, l'écologie pour Lyon       | Ensemble, l'écologie pour Lyon       | LFI-GRS-E!-MRC | 744                             | 6,14                            |                                             | 5 533       | 49,87       | 27     | 9      |
| Lyon en commun                                                                   |                                       | Ensemble, l'écologie pour Lyon       | Ensemble, l'écologie pour Lyon       |                | 744                             | 6,14                            |                                             | 5 533       | 49,87       | 27     | 9      |
|                                                                                  | Charles-Franck Lévy                   | LREM-MoDem                           | 2 311                                | 19,09          |                                 | Charles-Franck Lévy             | LREM-MoDem LR                               | 3 147       | 28,36       | 5      | 2      |
| Un temps d'avance avec Yann Cucherat                                             |                                       |                                      | 2 311                                | 19,09          |                                 | Charles-Franck Lévy             | LREM-MoDem LR                               | 3 147       | 28,36       | 5      | 2      |
|                                                                                  | Stéphane Guilland                     | LR                                   | 1 573                                | 12,99          | Lyon, la force du rassemblement | Lyon, la force du rassemblement |                                             | 3 147       | 28,36       | 5      | 2      |
| Bleu blanc Lyon Étienne Blanc, union de la droite, des Républicains et du centre |                                       |                                      | 1 573                                | 12,99          | Lyon, la force du rassemblement | Lyon, la force du rassemblement |                                             | 3 147       | 28,36       | 5      | 2      |
|                                                                                  | Laura Ferrari                         | LREM diss.                           | 1 315                                | 10,86          |                                 | Laura Ferrari                   | LREM diss.                                  | 2 413       | 21,75       | 4      | 1      |
| Respirations avec Georges Képénékian                                             | Respirations avec Georges Képénékian  | Respirations avec Georges Képénékian | Respirations avec Georges Képénékian | 10,86          |                                 |                                 |                                             | 2 413       | 21,75       | 4      | 1      |
|                                                                                  | Agnès Marion                          | RN-PCD                               | 979                                  | 8,09           |                                 |                                 |                                             |             |             |        |        |
| Pour l'amour de Lyon                                                             |                                       |                                      | 979                                  | 8,09           |                                 |                                 |                                             |             |             |        |        |
|                                                                                  | Lylia Soukehal                        | LC-100 % citoyens                    | 243                                  | 2,00           |                                 |                                 |                                             |             |             |        |        |
| Positivons Lyon avec Les Centristes et 100 % citoyens                            |                                       |                                      | 243                                  | 2,00           |                                 |                                 |                                             |             |             |        |        |
|                                                                                  | Michel Piot                           | LO                                   | 192                                  | 1,58           |                                 |                                 |                                             |             |             |        |        |
| Lutte ouvrière – Faire entendre le camp des travailleurs                         |                                       |                                      | 192                                  | 1,58           |                                 |                                 |                                             |             |             |        |        |
|                                                                                  | Patrice Cali                          | UPR                                  | 137                                  | 1,13           |                                 |                                 |                                             |             |             |        |        |
| Vos idées en lumière                                                             |                                       |                                      | 137                                  | 1,13           |                                 |                                 |                                             |             |             |        |        |
|                                                                                  |                                       |                                      |                                      |                |                                 |                                 |                                             |             |             |        |        |
| Votes valides                                                                    | Votes valides                         | Votes valides                        | 12 101                               | 96,61          | Votes valides                   | Votes valides                   | Votes valides                               | 11 093      | 96,78       |        |        |
| Votes blancs                                                                     | Votes blancs                          | Votes blancs                         | 90                                   | 0,72           | Votes blancs                    | Votes blancs                    | Votes blancs                                | 178         | 1,55        |        |        |
| Votes nuls                                                                       | Votes nuls                            | Votes nuls                           | 335                                  | 2,67           | Votes nuls                      | Votes nuls                      | Votes nuls                                  | 191         | 1,67        |        |        |
| Total                                                                            | Total                                 | Total                                | 12 526                               | 100            | Total                           | Total                           | Total                                       | 11 462      | 100         | 36     | 12     |
| Abstention                                                                       | Abstention                            | Abstention                           | 26 447                               | 67,86          | Abstention                      | Abstention                      | Abstention                                  | 27 555      | 70,62       |        |        |
| Inscrits / participation                                                         | Inscrits / participation              | Inscrits / participation             | 38 973                               | 32,14          | Inscrits / participation        | Inscrits / participation        | Inscrits / participation                    | 39 017      | 29,38       |        |        |

## Vie de l'arrondissement

### Transports en commun
- : stations Sans Souci, Monplaisir - Lumière, Grange Blanche, Laënnec, Mermoz - Pinel.

### Équipements
- Stade Vuillermet - Stade du Lyon OU jusqu'en 2011.
- La Maison de la danse
- Le Nouveau Théâtre du 8e (22 rue commandant Pégout)
- L'Institut Lumière
- La Médiathèque du Bachut - Marguerite Duras
- La MJC Monplaisir (qui comprend aussi l'Espace des 4 Vents sur le quartier Moulin à Vent) et la MJC Laënnec-Mermoz

## Économie

### Revenus de la population et fiscalité
En 2021, le revenu fiscal médian par ménage était de 20 230 €, ce qui plaçait le 8e arrondissement à la dernière place parmi les neuf arrondissements de Lyon.